# Trongsa

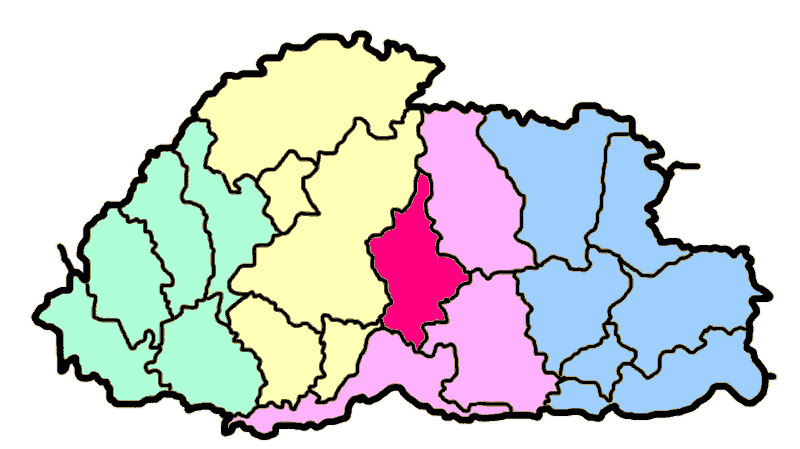
LOcalização de Trongsa no Butão (rosa destacado)

Trongsa (Djongkha: ཀྲོང་གསར་རྫོང་ཁག་) é um dos 20 distritos do Butão.

Trongsa
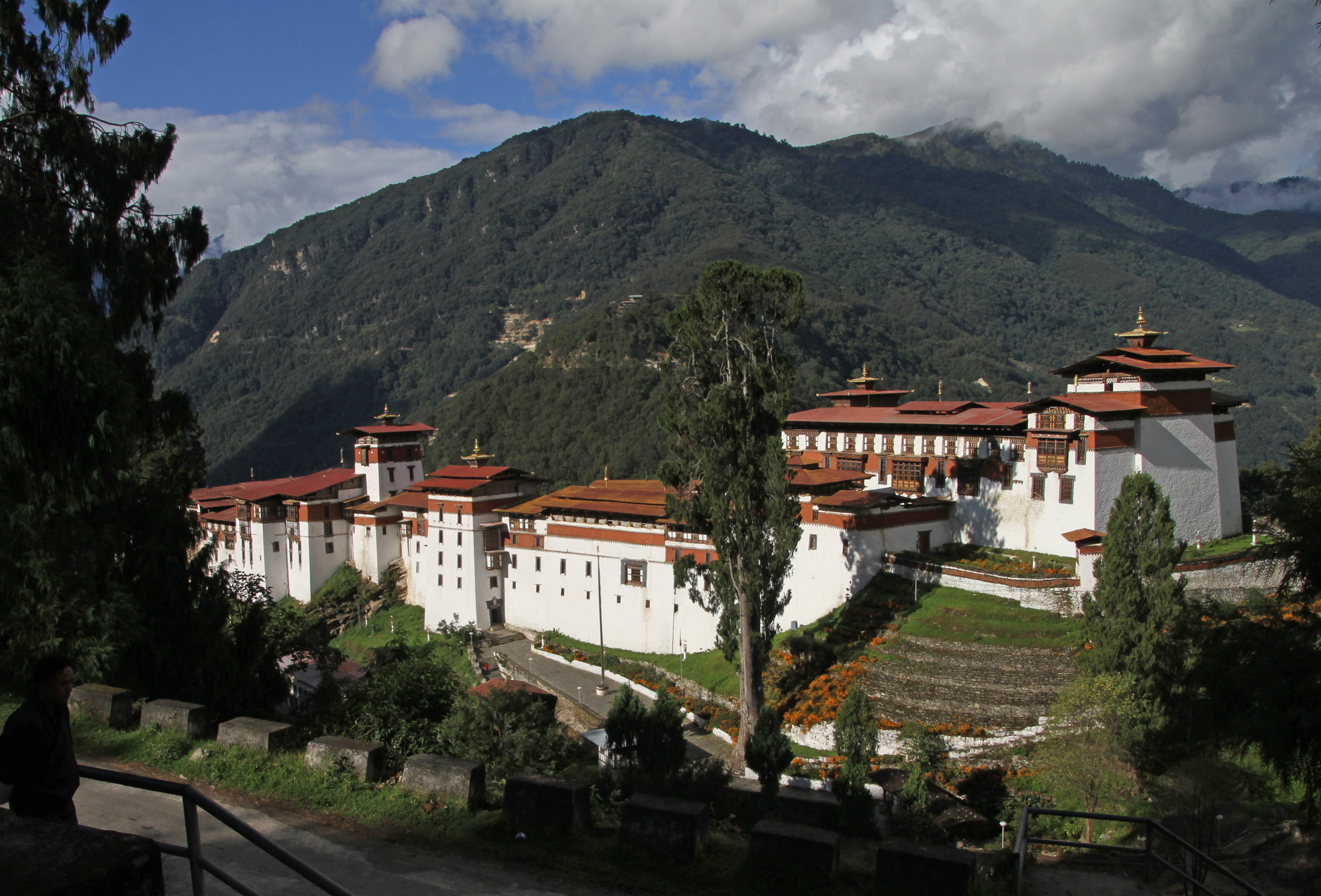
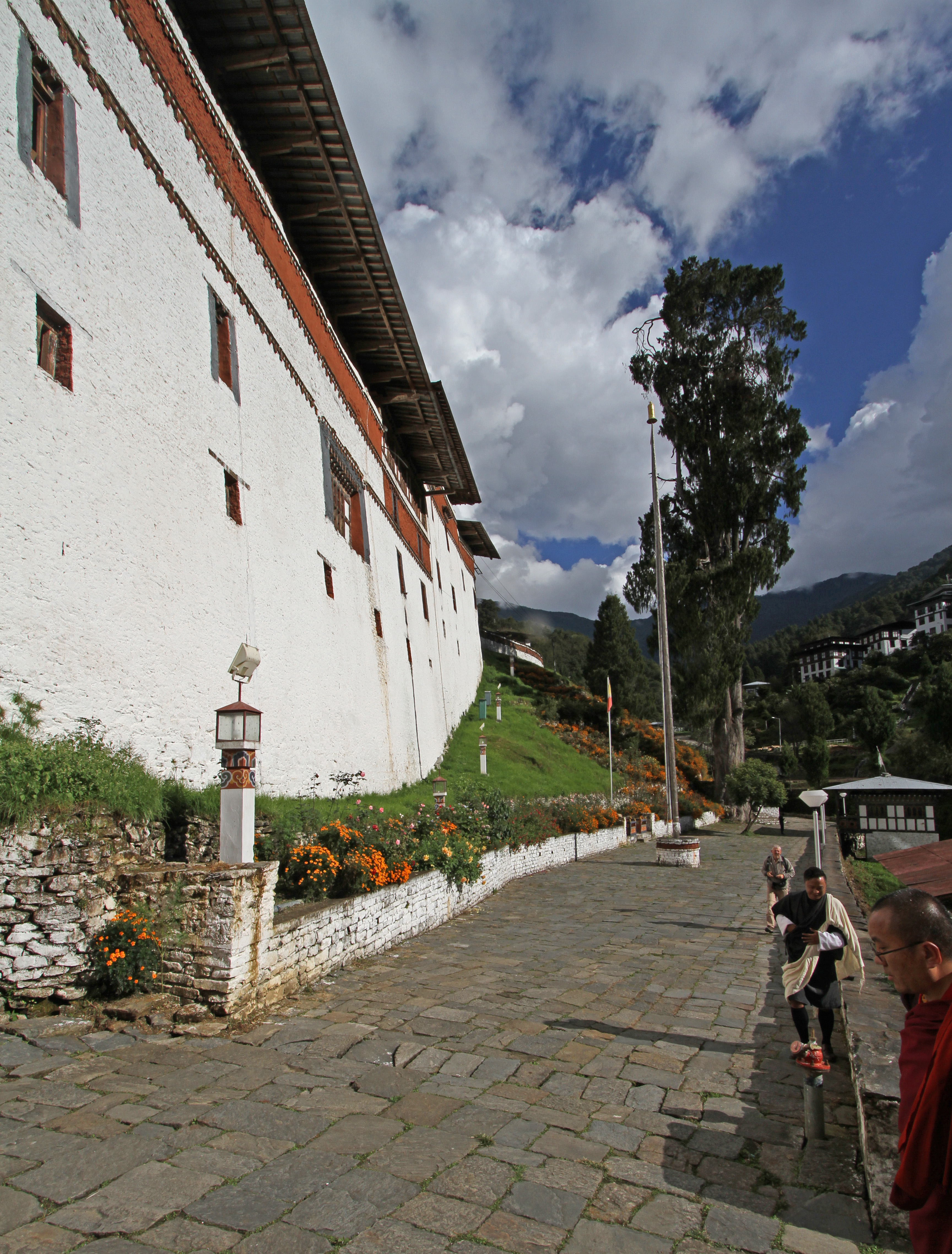
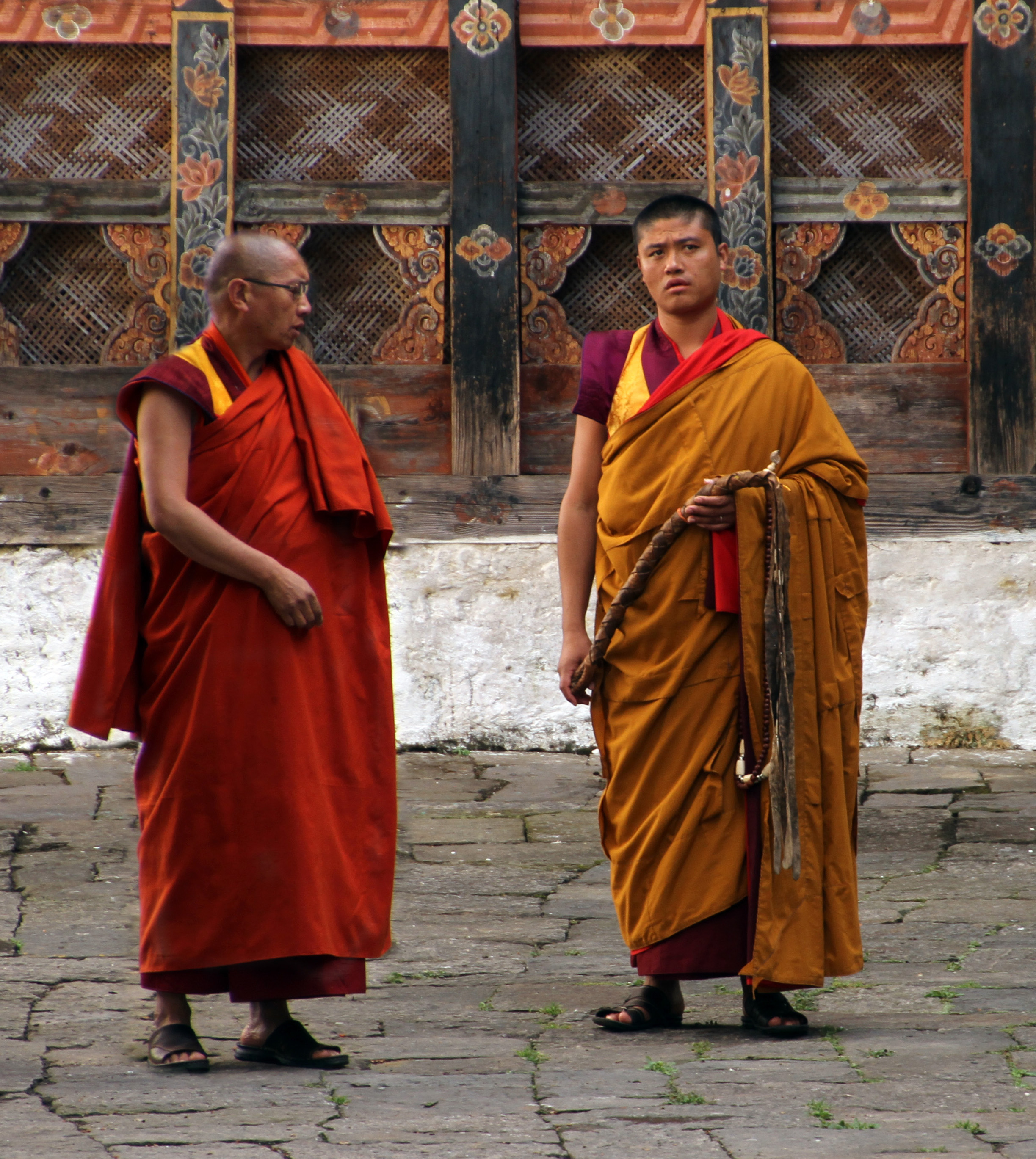
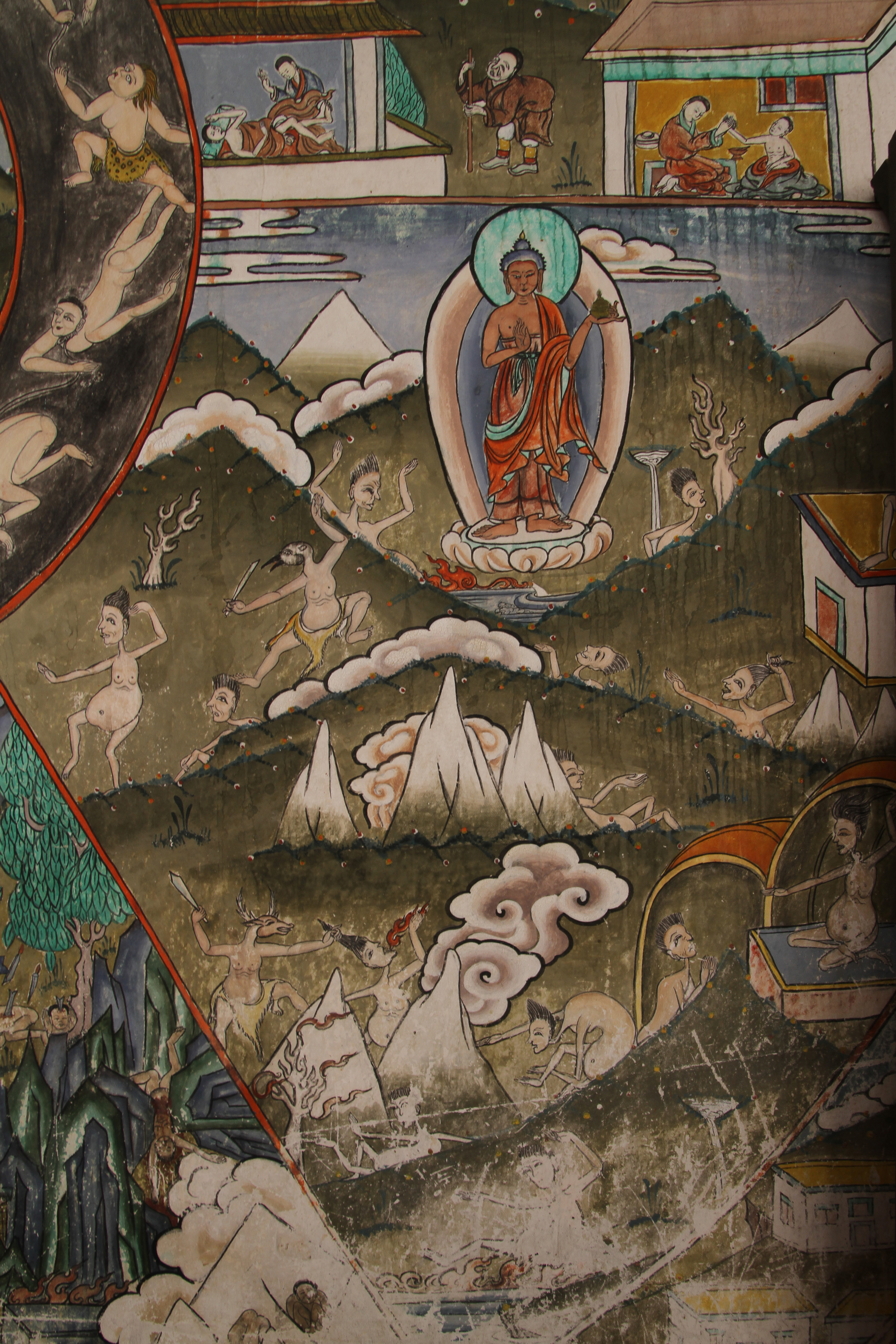
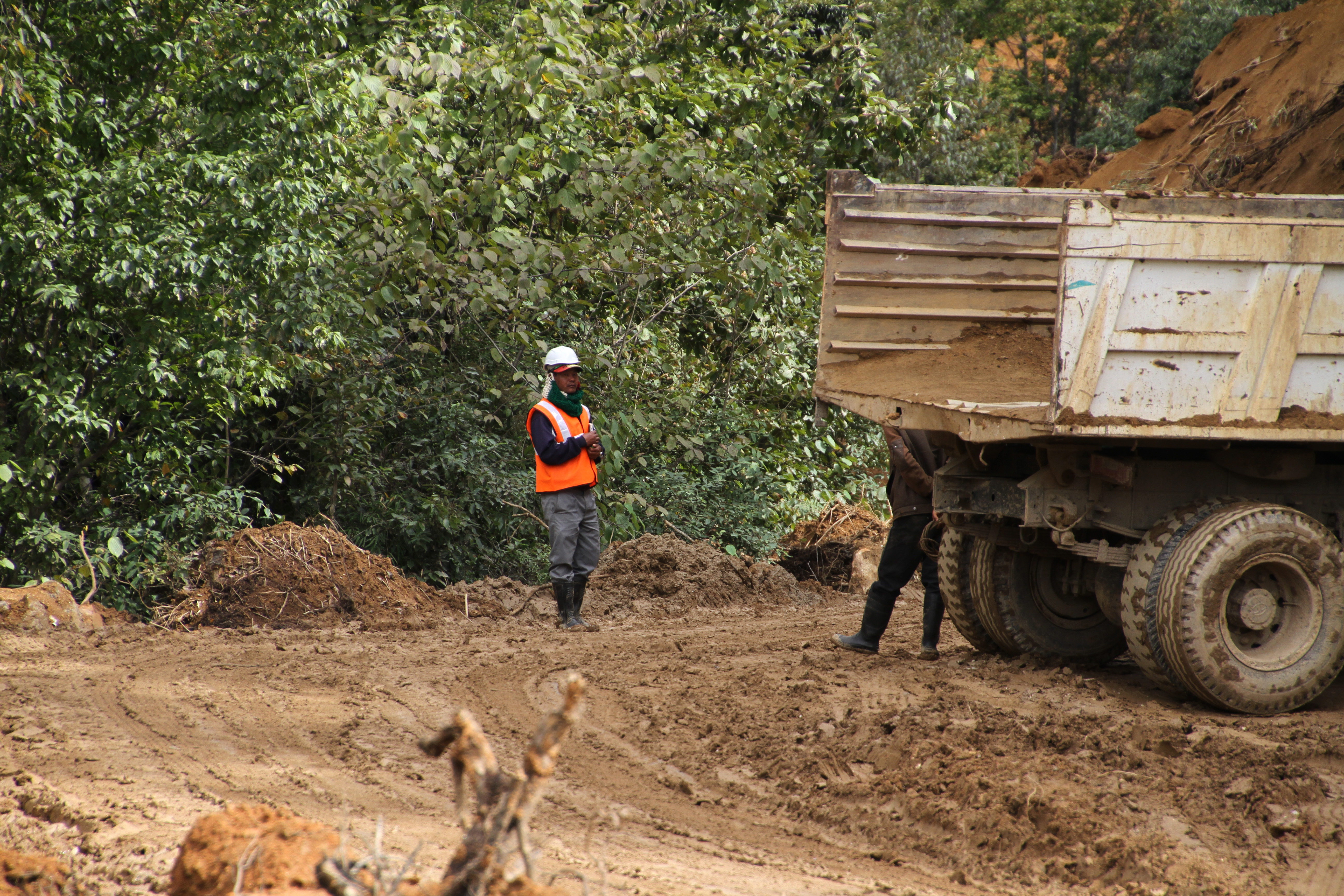
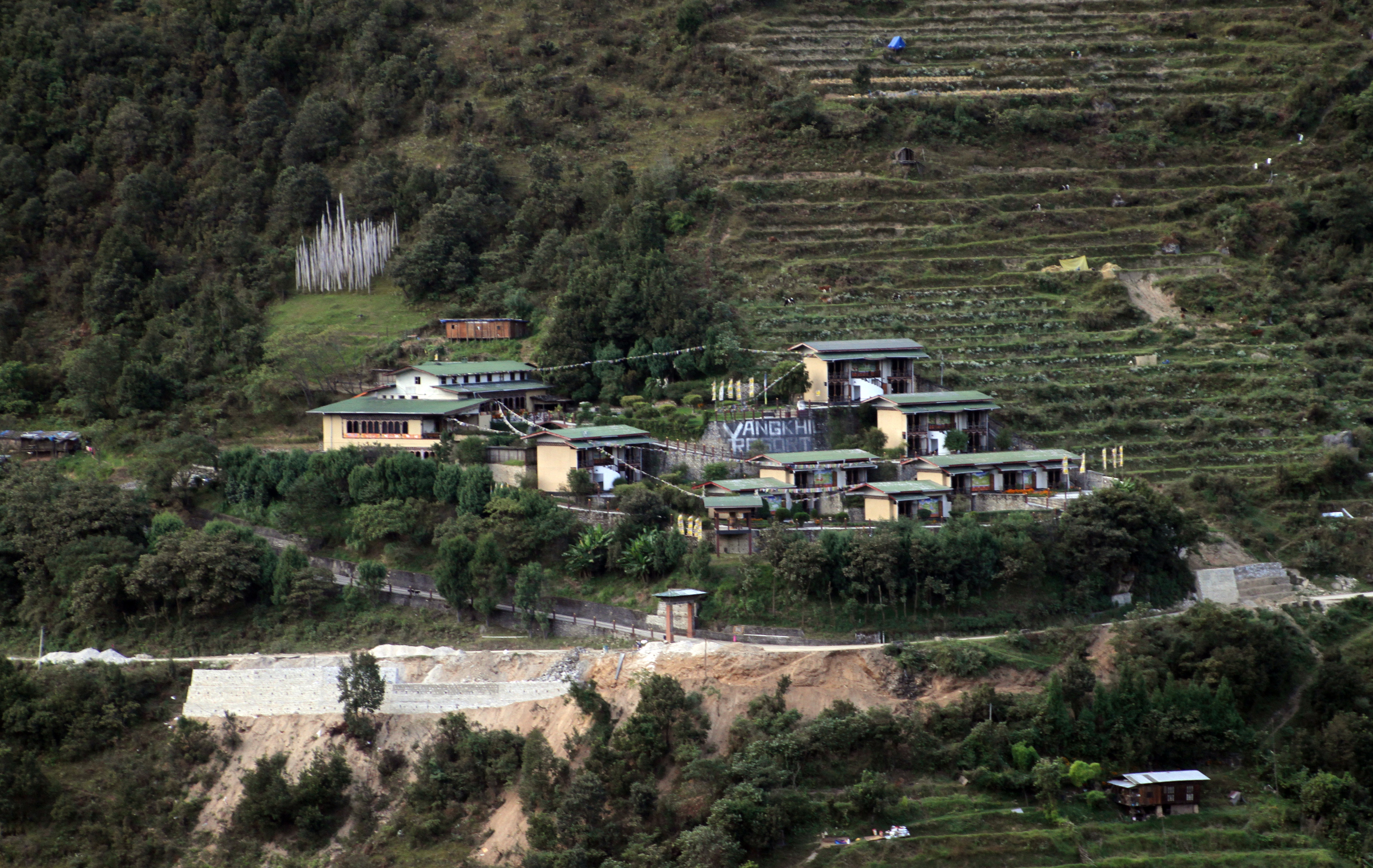